# The X's
The X's is een Amerikaanse tekenfilmserie die gaat over een spionnengezin. De serie werd voor het eerst uitgezonden in Amerika in 2005. De serie is in Nederland in nagesynchroniseerde vorm te zien op Nickelodeon.

## Plot
De serie draait om een gezin bestaande uit een vader, moeder en hun twee kinderen. Zij zijn in het geheim alle vier spionnen voor de organisatie Superior. Ze moeten zich als een normale familie mengen tussen de gewone bevolking, maar ondertussen ook geregeld de wereld redden. Hiertoe beschikken ze over een groot aantal wapens en gadgets. Soms hebben ze wel wat problemen om normaal te doen.
Een vaste tegenstander van het gezin is de organisatie S.N.A.F.U., geleid door Glowface.

## Personages
Meneer XMeneer X is de vader en leider van het gezin. Hij is ook trouw aan het spionnenhandboek. Meneer X stuurt ook altijd de JET en de auto. Hij is een stereotiepe superspion uit de jaren zestig. Hoewel hij als spion zeer bekwaam is, heeft hij moeite met alledaagse karweitjes.
Mevrouw XMevrouw X is de moeder. Ze is zeer gewelddadig en uitzonderlijk goed getraind in vechtsporten. Soms is de rest van de familie daar slachtoffer van. Ze voert zelfs de simpelste taak met extreme manieren uit. Ondanks haar gewelddadige houding is ze een toegewijde moeder en echtgenote.
Tuesday XTuesday X is de dochter van het gezin. Ze is een tiener en pubert volop. Ze luistert graag naar muziek, en een deel van haar wapens zijn CD's. Haar liefje is Brandon, die werkt voor Glowface. Ze is ondanks haar typische tienerbezigheden de meest normale van het hele gezin. Ze ligt vaak in de clinch met Truman.
Truman XTruman X is de zoon van het gezin. Hij is met z’n 9 jaar ook de jongste. Truman is aan de ene kant een technisch genie dat makkelijk wapens en hulpmiddelen in elkaar knutselt, maar aan de andere kant ook een typische jongen die graag van kattenkwaad houd. Deze combinatie heeft al meer dan eens tot explosieve situaties geleid (zo laat hij bijvoorbeeld riolen ontploffen).
Rex Xde hond van de familie. Rex was een cadeau voor Truman voor zijn negende verjaardag. Hij werd eigenlijk aan Truman gegeven door Sasquatch met het doel dat Rex de X’en zou uitschakelen, maar Rex werd dermate liefdevol opgenomen in het gezin dat hij deze missie vergat.
Homebasede zelfbewuste computer in het huis van de X’en. Binnen het huis heeft hij controle over vrijwel alle apparaten, en zorgt er daarmee voor dat het huis keurig in orde blijft. Via Homebase staan de X’en in contact met SUPERIOR.
GlowfaceGlowface is de leider van de topgeheime organisatie "SNAFU". Hij is de primaire tegenstander van de X’en. Glowface heeft altijd een glazen bol op z’n hoofd waar elektrische ontladingen in te zien zijn. Hij wil niets liever dan de X’en uit de weg ruimen en de wereld veroveren, maar zijn plannen zijn doorgaans vergezocht en onuitvoerbaar.
Lorenzo SuaveGlowface’s rechterhand, en duidelijk een stuk competenter dan zijn baas. Hij lijkt een mengeling van verschillende stereotiepe handlangers van schurken.
BrandonHet neefje van Glowface. Brandon werkt voor SNAFU, maar is tegelijk ook het liefje van Tuesday.
Sasquatcheen half-mens, half-dier met de macht om dieren alles te laten doen wat hij wil. Hij is het sterkste lid van SNAFU.

## Cast (NL)
- Meneer X - Timo Bakker
- Mevrouw X - Donna Vrijhof
- Tuesday X - Peggy Vrijens
- Truman X - Jody Pijper
- Homebase - ?
- Glowface - Louis van Beek
- Lorenzo Suave - Jan Nonhof
- Sasquatch - Marcel Jonker

## Afleveringen
| #  | Lanceer datum     | Afl. titel                      | Kleine Beschrijving | Productie Code |
| -- | ----------------- | ------------------------------- | --- | -------------- |
| 1  | 25 november 2005  | AAIIEE, Robot!                  | Mevrouw X breekt haar been. Om dit probleem op te lossen, bouwt Truman een vervanger. Dit schijnt dan ook niet al te goed te werken. | 105A           |
| 1  | 25 november 2005  | Mission: Irresponsible          | Superior beslist om Meneer en Mevrouw X van hun rangen te ontnemen. Hij heeft de rangen aan Truman en Tuesday. | 105B           |
| 2  | 25 november 2005  | License to Slumber              | Mevrouw X houdt een logeerpartijtje voor Tuesday. Maar tijdens het logeerpartijtje, begint de familie Glowface te bestrijden. Tuesday probeert ondertussen de waarheid over haar familie te verbergen. | 103A           |
| 2  | 25 november 2005  | Three Days of the Coin Op       | Truman' s onbevoegde upgrade van Homebase verzorgt ervoor dat de computer 1 dag offline gaat. | 103B           |
| 3  | 25 november 2005  | Photo Ops                       | De X's maken een fotoportret om over te komen als een normale familie. | 101A           |
| 3  | 25 november 2005  | Boy's Best Fiend                | Truman krijgt een puppy voor zijn verjaardag, maar het komt uit dat de schenker Sasquatch is, een S.N.A.F.U agent. Agent Sasquatch heeft alle U.N leiders laten veranderen in dieren. | 101B           |
| 4  | 9 december 2005   | Mr. Fix It                      | Meneer X gaat door met het proberen om een normale vader te zijn. Hij leert dat vaders dingen maken, en dat doet meneer X nu. | 104A           |
| 4  | 9 december 2005   | Doommates                       | Truman en Tuesday moeten een kamer delen. | 104B           |
| 5  | 16 december 2005  | Secret Agent Manual             | Mevrouw X en de kinderen laten Meneer X hun spullen geven die ze altijd gewenst hebben, dit doen ze door de spullen te noteren in het officiële spionnenhandboek. | 102A           |
| 5  | 16 december 2005  | The Spy Who Liked Me            | Tuesday's eerste date is met een jongen die te goed is om waar te zijn: in het echt is hij een spion die werkt voor Glowface. | 102B           |
| 6  | 13 januari 2006   | To Err is Truman                | Truman X moet één complete dag overleven zonder streken en geintjes om mee te mogen naar "'s werelds beste" amusementspark. | 106A           |
| 6  | 13 januari 2006   | No More Mrs. Nice X             | Mevr. X wordt gevuld met vrede en kalmte nadat zij van een missie terugkeert, maar deze kwaliteiten blijken nutteloos wanneer de X's Glowface confronteren. | 106B           |
| 7  | 3 februari 2006   | On Her Majesty's Postal Service | Mr. X krijgt een baan als postbode. | 108A           |
| 7  | 3 februari 2006   | Pinheads                        | Tuesday wil dat de rest van haar familie leert bowlen. | 108B           |
| 8  | 17 februari 2006  | From Crusha with Love           | Een meisje op school neemt Truman op een date. Truman ontdekt dat dat is omdat ze van hem houdt. | 111A           |
| 8  | 17 februari 2006  | Xcitement                       | Meneer X heeft een vuil klein geheimpje dat hem weglokt van een spion zijn en om te gaan met zijn familie. Maar wat kan het geheim zijn? | 111B           |
| 9  | 24 februari 2006  | You Only Sneeze Twice           | De gehele familie X wordt ziek, behalve Tuesday. Nu moet Tuesday de familie verzorgen. maar wat zullen ze doen als ze een oproep krijgen voor een missie? | 110A           |
| 9  | 24 februari 2006  | X Takes a Holiday               | Meneer X en mevrouw X gaan op relaxatie-date. Maar wanneer ze weg zijn, houden Truman & Tuesday een feestje. En dan valt Glowface Hombase aan. | 110B           |
| 10 | 3 maart 2006      | Mock Tutors                     | Truman en Tuesday falen voor hun kook- en tennislessen (Tuesday koken; Truman tennis). Meneer en Mevrouw X proberen ze te helpen. Mevrouw X helpt Truman and Meneer X helpt Tuesday. | 109A           |
| 10 | 3 maart 2006      | Meddle Mouth                    | Truman vindt de perfecte kans om Tuesday te irriteren wanneer zij een beugel krijgt. Hij knoeit met haat beugel, en laat haar gek doen. | 109B           |
| 11 | 17 maart 2006     | Family Issues                   | In hun missie om te proberen een "normale familie" te zijn, bezoeken de X's een familie-helper om te zien wat voor problemen normale families hebben. | 107A           |
| 11 | 17 maart 2006     | Truman's Choice                 | Truman krijgt de kans om de meest gezochte schurk te vangen, Copperhead (NL: Koperkop). Eén iemand mag mee om Copperhead te vangen, maar wie wordt het? En zijn ze nog op tijd? | 107B           |
| 12 | 7 april 2006      | Wealth vs. Stealth              | Wanneer de X's een biljoen euro winnen, moeten ze hun nieuwe fortuin en beroemdheid kunnen balanceren met hun Spionnen-bestaan. | 112A           |
| 12 | 7 april 2006      | Wee House                       | Truman is het beu om klein te zijn, daarom bouwt hij een kleine kopie van HomeBase voor hemzelf om in te leven. | 112B           |
| 13 | 16 juni 2006      | Truman X: Super Villain         | Wanneer de X's Truman straffen voor het verpesten van een opdracht en het opblazen van de X-Jet; door al zijn spiongadgets in een garageverkoop te verkopen, overtuigt Glowface de jongen om zich bij S.N.A.F.U. aan te sluiten. Zijn eerste opdracht: vernietig de X's. | 113            |
| 14 | 22 september 2006 | A Truman Scorned                | Truman wordt verliefd op de vriendin van Tuesday: Kimla. Truman realiseert dat, om van dat "klein kindje"-gedoe af te komen hij haar moet vertellen dat hij in werkelijk een internationale superspion is. Zoals te verwachten, gelooft Kimla hem niet. Wat verrassend is is dat zij zijn verhaal blijft wantrouwen zelfs wanneer hij haar stiekem op een missie meeneemt, en ze de waarheid recht voor haar neus krijgt. | 114A           |
| 14 | 22 september 2006 | Y's Up                          | The aartsvijanden van de X's, de Y's, worden buren. The X's verwachten dat ze dat ze iets slechts van plan zijn, maar ze kunnen niets bewijzen tot de Y's hun echte agenda tonen. | 114B           |
| 15 | 29 september 2006 | Quit Your Day Job               | Wanneer Brandon, het liefje van Tuesday, zich verdacht begint te gedragen, komen de X's erachter dat Brandon een "parttime" SNAFU-agent is. | 115A           |
| 15 | 29 september 2006 | Missing Home                    | De X's vergeten Homebase zijn verjaardag en terwijl ze yoghurtijs krijgen, neemt Glowface Homebase gevangen. | 115B           |
| 16 | 6 oktober 2006    | Live and Let Diaper             | De X's moeten passen op de baby van de buren, en ze kunnen geen luier vervangen. Zullen ze de luier uiteindelijk kunnen vervangen? | 117A           |
| 16 | 6 oktober 2006    | In-Law Enforcement              | Kunnen de X's voorkomen dat de ouders van mevrouw X achter hun geheime identiteit komen? | 117B           |
| 17 | 13 oktober 2006   | Train Rex                       | Na een missie, heeft Truman 1 dag om Rix (Engels, Rex) te trainen voordat Rix naar het asiel moet. Kan hij het doen, of is het "tot ziens" Rix? | 116A           |
| 17 | 13 oktober 2006   | Homebody                        | Homebase krijgt een lichaam en de X's hebben het niet al te graag. Zal hij zijn lichaam mogen houden? | 116B           |
| 18 | 27 oktober 2006   | The Haunting of Homebase        | Truman wil zijn familie laten schrikken, daarvoor bouwt hij Homebase om tot een spookhuis, maar Glowface neemt controle over Homebase, en niet veel later zijn Tuesday, meneer X en mevrouw X zombies.Kan Truman Glowface zijn slechte plan stoppen voor zijn hersenen worden opgegeten? | 120            |
| 19 | 25 november 2006  | Accidental Hero                 | Truman redt een baby van een paintball-boobytrap, en wordt onthaald als held. Thursday weet echter dat die boobytrap door Truman zelf was gemaakt, en probeert hem te ontmaskeren. | 119A           |
| 19 | 25 november 2006  | Untied                          | Nadat Glowface zijn stropdas verliest, wil hij niet meer vechten. Zonder hun primaire tegenstander dreigen de X'en hun baan te verliezen. | 119B           |
| 20 | 13 december 2006  | Theater of War                  | Brandon zal Romeo spelen in het schooltoneel, en Seven Y vecht met Tuesday om te zien wie Julia zal spelen in het schooltoneel. | 118A           |